# Sabrina Ridge
Sabrina Ridge är en bergstopp i Antarktis. Den ligger i Östantarktis. Australien gör anspråk på området. Toppen på Sabrina Ridge är 2 019 meter över havet.
Terrängen runt Sabrina Ridge är varierad. Trakten är obefolkad. Det finns inga samhällen i närheten. 